# Werner Finck

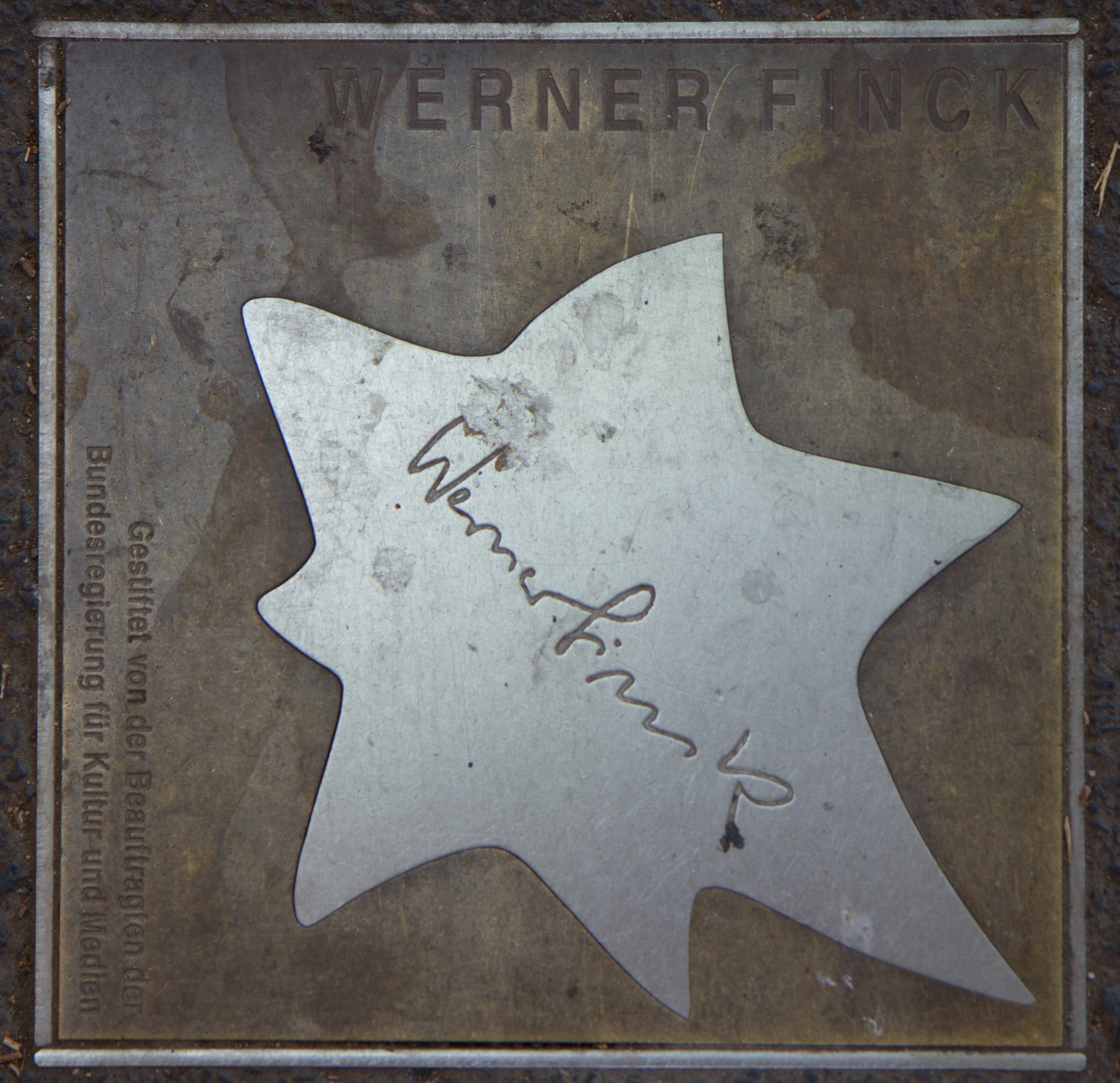
Walk of Fame

Werner Paul Walther Finck (Görlitz, 2 de mayo de 1902 - Múnich, 31 de julio de 1978) fue un cabaretista, actor y escritor alemán.

## Vida
Werner Finck creció como hijo de un farmacéutico y estudió en la Escuela de Arte de Dresde. Sus primeros pinitos en el teatro los realizó en grupos de aficionados. Su primer trabajo como actor fue en el Teatro de Bunzlau, donde no dejó de hacer papeles secundarios de poca importancia, pero donde descubrió su talento cómico. Con 27 años se trasladó en 1929 a Berlín, donde fundó con Hans Deppe el cabaré Die Katakombe («La catacomba»). 
En 1935 fue detenido y trasladado al Campo de concentración de Esterwegen, donde se encontró, entre otros, con Carl von Ossietzky y Julius Leber.

Am 1. Juli 1935 wurden wir auf Anordnung Görings, der damit Goebbels offensichtlich eins auswischen wollte, von einem Tag zum anderen aus dem KZ entlassen.
El 1 de julio de 1935, de un día para el otro, por orden de Göring, que evidentemente quería meterle una a Goebbels, fuimos liberados del campo de concentración.
Finck

Se le prohibió trabajar durante un año. A partir de 1937, pudo volver a trabajar en el Kabarett der Komiker. Su director, Leiter Willy, tuvo que asegurar personalmente a Goebbels en 1939 que no se realizarían chistes políticos, para asegurar la supervivencia del teatro. Durante esta época, Finck diría sobre el escenario,

Gestern hatten wir zu, heute haben wir offen, wenn wir morgen zu offen sind, dann haben wir übermorgen wieder zu.
Ayer estuvimos cerrados, hoy hemos abierto, si somos demasiado abiertos mañana, pasado mañana estaremos cerrados.

El 31 de enero de 1939 Finck fue expulsado de la Reichskulturkammer, al que tenían que pertenecer todos los artistas para poder trabajar. Para evitar una nueva detención, en 1939 se presentó voluntario al ejército y fue entrenado para ser FUNKER. Como soldado, estuvo en Francia, la Unión Soviética e Italia, consiguiendo una Cruz de Hierro de segunda clase y la medalla Winterschlacht im Osten 1941/42, que Finck llamaba Gefrierfleischorden («Orden de la carne congelada»). Según sus propias palabras, Finck fue protegido por oficiales críticos con el régimen, que evitaron su expulsión del ejército y su entrega a la Gestapo como exigía Goebbels, pudiendo incluso aparecer en programas de entretenimiento para la tropa.
En 1945 fue tomado prisionero por el ejército estadounidense. Fundó la revista Die Fieberkurve («La curva de la fiebre»), para prisioneros de guerra enfermos, y actuó ante prisioneros en el campo de Aibling, en Baviera.
En 1946 actuó en el Schmunzelkolleg (Múnich) y fundó el «Die Schmunzelpartei» («El partido de la sonrisa socarrona»). Fundó o dirigió los cabarés Nebelhorn («Sirena antiniebla») en Zúrich y Mausefalle («Trampa para ratones») en Stuttgart (1948), donde reelaboró sus vivencias para un espectáculo por primera vez, titulado Kritik der reinen Unvernunft («Crítica de la sinrazón pura»).
En 1950 fundó en la Taberna académica de Berlín el partido Radikale Mitte («Centro radical»), que se presentó con eslóganes como «Contra la falta de compromiso», «Por un aumento de la tolerancia», un imperdible como símbolo del partido y un mantel blanco como bandera, contra la «seriedad de los tiempos» (Adenauer) de la política alemana de la posguerra. En 1964 realizó un programa titulado Bewältigte Befangenheit («Timidez dominada») en el Münchner Lach- und Schießgesellschaft de Múnich. Realizó papeles secundarios en numerosas películas. En 1972 se editó su autobiografía, Alter Narr – was nun? . Ese mismo año apareció como Gregor en la miniserie de cinco partes Acht Stunden sind kein Tag de Rainer Werner Fassbinder.
Fue enterrado en el Waldfriedhof de Múnich, en la tumba número 475-UW-8.

## Importancia
Werner Finck no era en sus inicios un cabaretista político. «Soy un individualista empedernido. Ese es todo el problema.» Fue tras entrar a trabajar en Die Katakombe que 

trat etwas in mein Leben, was ich vorher nicht gekannt hatte: Die Politik. […] Man hat seine Witze von links nach rechts verteilt. […] Man bekam Angst. […] Wenn ich damals gewußt hätte, was man heute weiß: daß das alles nur Mitläufer waren. […] Manche haben sich so gut getarnt, daß sie Gauführer wurden. […] Es gibt also Leute, die behaupten heute, ich wäre gegen die Nazis gewesen. Ich möchte also gleich betonen: Das sind Verleumdungen. Ich denke ja weiter. […] Was ich natürlich zugeben muß, ist etwas anderes: Die Nazis waren gegen mich.
algo entró en mi vida, que no había conocido antes: la política. [...] Se dividían los chistes de izquierda a derecha. [...] Se tenía miedo. [...] Si hubiese sabido entonces lo que se hoy: que ninguno estaba convencidos y sólo iban con la corriente. [...] Algunos se camuflaron tan bien, que se hicieron dirigentes del partido. [...] Pero hay gente que hoy afirma que yo estaba contra los nazis. Quisiera señalar aquí mismo: eso son calumnias. Yo pienso más allá. [...] Lo que tengo que confesar, naturalmente, es otra cosa: los nazis estaban en contra mía.
Finck

Werner Finck, en el fondo como consecuencia de la situación política, se convirtió durante el nazismo en uno de los cabaretistas más importantes de la época, razón por lo que es todavía conocido en la actualidad. Durante esos años perfeccionó su técnica de no terminar de decir las frases, los dobles sentidos y la literalidad de las expresiones, para no dejar que le callaran, pero que su arte tampoco le costase el cuello. Su frase más famosa es «¿Me sigue? ... ¿O tengo que seguirlo yo?» que dirigió a un oficial de la Gestapo que se encontraba entre el público tomando notas. 
Bertolt Brecht le dedicó en 1947 el poema «Eulenspiegel überlebt den Krieg» («Eulenspiegel sobrevive la Guerra»).
También en la República Federal de Alemania levantó Finck sarpullidos, por ejemplo entre el CSU, «la Baviera católica sólo puede escandalizarse.»
Se ha dedicado a Werner Finck una estrella en el Walk of Fame des Kabaretts.

## Filmografía
Werner Finck trabajó antes y después de la II Guerra Mundial en numerosas películas. sus papeles fueron principalmente secundarios y a menudo cortos.
| - 1931: Der Wasserteufel von Hieflau - 1932: Die verliebte Firma - 1932: Der Choral von Leuthen - 1932: Der Läufer von Marathon - 1933: Die Fahrt ins Grüne - 1933: Keine Angst vor Liebe - 1933: Das Tankmädel - 1934: Die Freundin eines großen Mannes - 1934: Der Vetter aus Dingsda - 1934: Die Liebe siegt - 1934: Jungfrau gegen Mönch - 1934: Ferien vom Ich - 1935: Frischer Wind aus Kanada - 1935: April, April - 1937: Sherlock Holmes - 1937: Die glücklichste Ehe der Welt - 1937: Die unentschuldigte Stunde - 1937: Der Landstreicher - 1938: Die Umwege des schönen Karl - 1937: La Habanera - 1948: Film ohne Titel - 1951: Die Frauen des Herrn S. - 1955: Lola Montez - 1956: Heute heiratet mein Mann - 1957: Die Zürcher Verlobung | - 1957: Victor y Victoria - 1957: Maya - 1957: Der müde Theodor - 1957: Heiraten verboten - 1957: Die Zwillinge vom Zillertal - 1958: Gangsterjagd in Lederhosen - 1958: Vater, Mutter und neun Kinder - 1959: Und das am Montagmorgen - 1959: Labyrinth - 1959: Rosen für den Staatsanwalt - 1960: Der letzte Fußgänger - 1960: Im weißen Rößl - 1960: Sturm im Wasserglas - 1961: Was macht Papa denn in Italien? - 1961: Es muß nicht immer Kaviar sein - 1961: Liebe mit 20 (L'amour à vingt ans) - 1962: Zwei Bayern in Bonn - 1964: Liebesgrüße aus Tirol - 1968: Der Partyphotograph - 1968: Quartett im Bett - 1969: Klassenkeile - 1969: Hurra, die Schule brennt! - 1972: Acht Stunden sind kein Tag (para la televisión, de Rainer Werner Fassbinder) |

## Publicaciones
- Das Kautschbrevier. Herbig, Berlín 1938/1947(?)
- Kavaliere, Käuze, Kerle: Ein Kabarettbuch. Siegel, Frankfurt a.M. 1947.
- Aus der Schublade: Bekanntes und weniger Bekanntes. Herbig, Berlín 1948.
- Orpheus in der Unterwelt (con Wilhelm Meissner-Ruland). Steegemann, Berlín 1949.
- Witz als Schicksal, Schicksal als Witz: Ein deutsches Bilderbuch zu Nutz und Frommen, Punkt (con Klaus Budzinski). ed. Schröder, Hamburg 1966.
- Werner Finck in Amerika. Scherz, Bern, München, Wien 1966
- Finckenschläge. Herbig, Berlín 1953. (Rastatt 1981, ISBN 3-8118-4804-6), (Reinbek 1978, ISBN 3-499-11832-7)
- Alter Narr – was nun? Die Geschichte meiner Zeit. Herbig, München, Berlín 1972. ISBN 3-7766-0589-8. (München 1975, ISBN 3-423-01044-4), (Frankfurt/M., Berlín 1992, ISBN 3-548-22997-2)
- Zwischen den „Stühlen“. Hyperion, Freiburg (im Breisgau) 1973.
- Übrigens viel Spaß. Satiren aus aller Welt (introducción). Fackelträger, Hannover 1973. ISBN 3-7716-1353-1
- Der brave Soldat Finck. Herbig, München, Berlín 1975, ISBN 3-7766-0723-8
- Zwischendurch. Ernste Versuche mit dem Heiteren. Herbig, München, Berlín 1975. ISBN 3-7766-0734-3. (Frankfurt am Main 1980, ISBN 3-596-21845-4)
- Stich-Worte: zum Vor-, Nach- und Zuschlagen. Herbig, München, Berlín 1982. ISBN 3-7766-1199-5
- Spaßvogel – Vogelfrei, Berlín, 1991. ISBN 3-548-22923-9